# Bragasellus frontellum
Bragasellus frontellum là một loài chân đều trong họ Asellidae. Loài này được Braga miêu tả khoa học năm 1964.